# 胡俨
胡俨（1361年—1443年），字若思，号頤菴，江西等處行中書省龍興路南昌縣（今江西省南昌市）人，明朝政治人物及學者，書畫兼工。

## 生平
胡儼自幼好学，对天文、地理、律历、医卜都有研究。洪武二十年丁卯科江西乡试第二名举人，会试中副榜，授华亭教谕。后母丧丁忧回籍，服除后改任長垣教諭。建文元年，荐授桐城县知县。凿桐陂水，灌溉田地为民造福。建文四年，副都御史练子宁向朝廷举荐胡俨，而他到达南京时，朱棣已经渡江。
明成祖朱棣即位后，胡俨接受钦天监的測試，證實其通曉星象、氣候。後胡儼又得解缙的推荐，授翰林院检讨，与解缙、胡廣、金幼孜、黄淮、楊士奇、楊榮等直入文渊阁，迁侍讲，进左庶子，這也是内閣制度之始。之后父丧回省，后再次起用。永乐二年九月，拜为国子监祭酒，不再参与机务。当时用法嚴峻，国子监生托事告歸者均得连坐戍边，胡俨到任后请奏去除该法。
永乐七年，明成祖北巡到北京，召胡俨一同赴行。第二年朱棣北征，任命胡俨为祭酒兼侍讲，掌翰林院事，辅皇太孙朱瞻基留守北京。永乐十九年，改北京国子监祭酒。胡俨馆阁宿儒，朝廷大著作多出其手，重修《明太祖实录》、《永乐大典》、《天下图志》，并皆担任总裁官。居国学二十余年，以身率教，动有师法。
洪熙改元，以疾病奏请告老还乡，明仁宗赐敕奖劳，进太子宾客，仍兼祭酒。明宣宗即位后，以礼部侍郎召，胡俨辞归。家居二十年，方岳重臣咸待以师礼。胡俨与他们交往，从不言及私利。淡泊名利，生活简朴刚够温饱。正统八年八月卒，年八十三。
胡儼曾教導徐有貞。

## 作品
胡儼書畫兼工，目前已知著作有《頤庵文選》、《胡祭酒文集》、《胡祭酒頤庵集》、《頤庵集》、《胡祭酒集》等，詩歌及書法作品有《題洪厓山房圖詩》頁等。

### 豫章十詠
明代詩人曾棨曾作《南昌八景》七言律詩，八首詩的標題西山積翠、南浦飛雲、徐亭烟樹、滕閣秋風、鐵柱仙蹤、洪崖丹井、章江曉渡、龍沙夕照成為固定風景題名。胡儼則在此基礎上創作《豫章十詠》五言律詩，新增東湖夜月、蘇圃春蔬二景，並將「徐亭烟樹」改為「徐亭烟柳」、「西山積翠」改為「西山遠翠」，此後十景確立並沿用至清朝。

### 題跋
永樂十九年，金幼孜曾收集其父金固詩文、編成《雪厓先生詩集》，胡儼為此書做後序。根據該文，金幼孜是與聶器之交遊而認識胡儼。
胡儼亦曾於北宋歐陽修書法作品《集古錄跋》、元代仇遠書法作品《自書詩》卷題跋。